# Nnam
Die Sprache Nnam (ISO 639-3: nbp) ist eine ekoide Sprache, die von insgesamt 3.000 Personen aus der Volksgruppe der Nnam im nigerianischen Bundesstaat Cross River gesprochen wird.
Die Sprache zählt zur Sprachgruppe der südbantoiden Sprachen innerhalb der Sprachfamilie der Niger-Kongo-Sprachen.